# Bayreuther Premierenbesetzungen von Tristan und Isolde

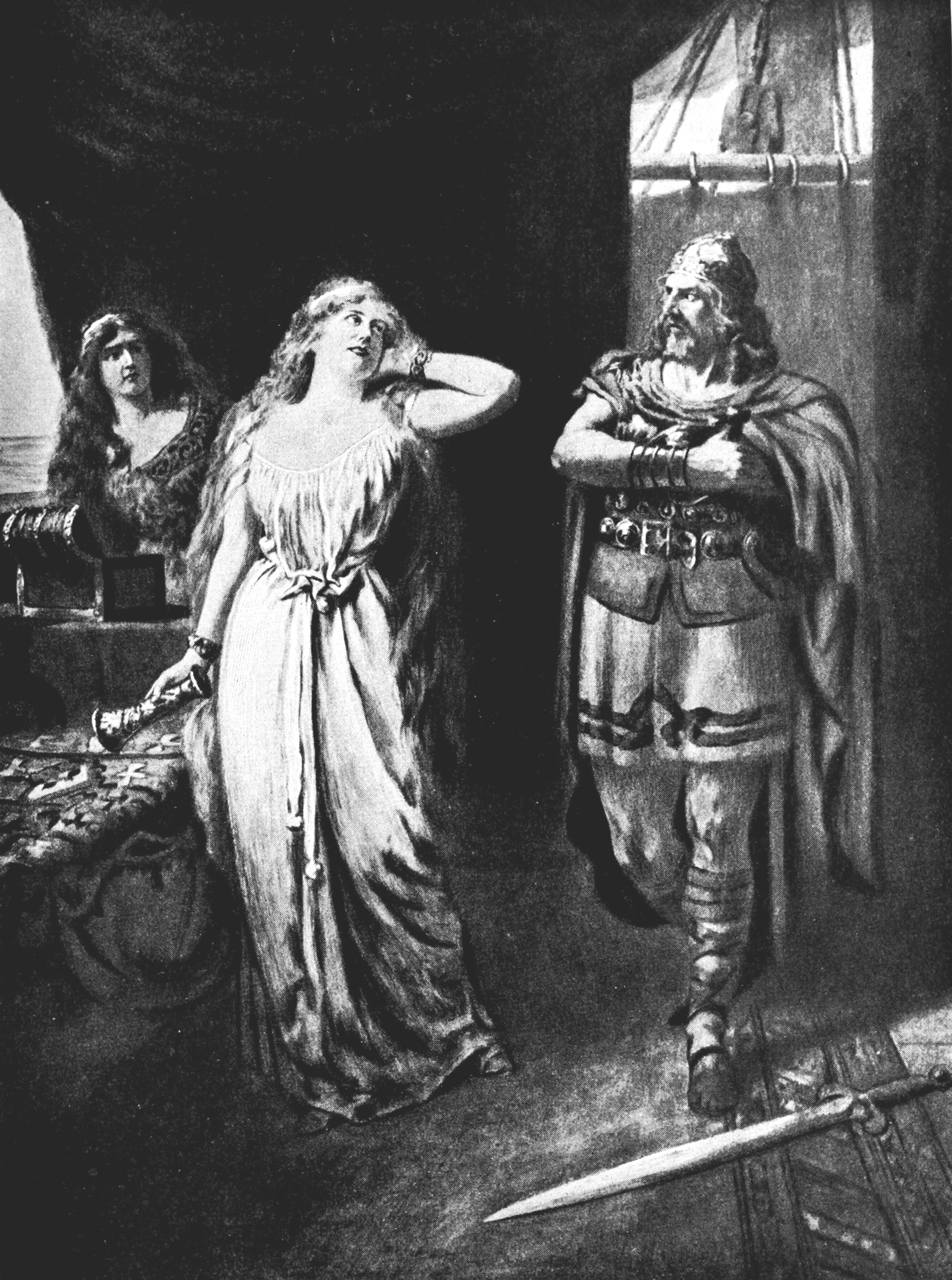
Tristan und Isolde
(im Hintergrund Brangäne)

Die Bayreuther Premierenbesetzungen von Tristan und Isolde listen die Mitwirkenden aller Neuinszenierungen von Richard Wagners Musikdrama Tristan und Isolde bei den Bayreuther Festspielen.

## Uraufführung
Tristan und Isolde, Handlung in drei Aufzügen von Richard Wagner, ist die Oper mit der komplexesten Uraufführungsgeschichte der Opernwelt. Im August 1859 wurde das Werk fertiggestellt, jedoch erst am 10. Juni 1865 in München uraufgeführt. Insgesamt waren sieben Städte als Ort der Uraufführung vorgesehen: Rio de Janeiro, Karlsruhe, Paris, Wien, Dresden, Weimar und schließlich München, wo die Uraufführung dann tatsächlich stattfand. In Wien wurde das Projekt nach dreijähriger Bemühung, 77 Proben und mehrfachem Stimmverlust des designierten Tristan-Darstellers 1863 endgültig abgesagt. Das Werk galt schließlich als unaufführbar.
Erst die finanzielle und moralische Unterstützung von König Ludwig II. von Bayern ermöglichte die tatsächliche Aufführung der Oper, mit Ludwig und Malvina Schnorr von Carolsfeld in den Titelpartien und mit Hans von Bülow am Pult, die sofort bleibenden Eindruck beim Publikum erzielte und auch in der Gegenwart zu den Höhepunkten des Opernrepertoires zählt. Zu den Bayreuther Festspielen kam das Werk erst im Jahre 1886, inszeniert von Cosima Wagner und dirigiert von Felix Mottl.
Zur Tabelle: In der fünften Spalte ist die Anzahl der Aufführungen angegeben, welche die Inszenierung insgesamt erreichte bis einschließlich der Saison 2024. In der sechsten Spalte finden sich der Quellenvermerk.

## Tristan und Isolde in Bayreuth
| Tristan | Isolde            | Brangäne           | König Marke Kurwenal Melot                                | Ein Hirte Ein Steuermann Stimme eines jungen Seemanns  |    |  |
| --- | ----------------- | ------------------ | --------------------------------------------------------- | ------------------------------------------------------ | -- |  |
| 25. Juli 1886, Inszenierung: Cosima Wagner, Dirigent: Felix Mottl, Bühnenbild: Max Brückner, Kostüme: Joseph Flüggen (bis 1906) |                   |                    |                                                           |                                                        |    |  |
| Heinrich Gudehus | Rosa Sucher       | Gisela Staudigl    | Gustav Siehr Karl Scheidemantel Adolf Grupp               | Wilhelm Guggenbühler Oskar Schneider Jose Kellerer     | 24 |  |
| 1927, Inszenierung: Siegfried Wagner, Dirigent: Karl Elmendorff, Bühnenbild: Kurt Söhnlein, Kostüme: Daniela Thode, Irma Nierenheim, Choreinstudierung: Hugo Rüdel (bis 1931)                                                                      |                   |                    |                                                           |                                                        |    |  |
| Gunnar Graarud | Emmy Krüger       | Anny Helm          | Alexander Kipnis Eduard Habich Fritz Wolff                | Hans Beer Franz Meyer Caspar Koch                      | 16 |  |
| 1938, Inszenierung: Heinz Tietjen, Dirigent: Karl Elmendorff, Bühnenbild und Kostüme: Emil Preetorius (bis 1939) |                   |                    |                                                           |                                                        |    |  |
| Max Lorenz | Frida Leider      | Margarete Klose    | Josef von Manowarda Jaro Prohaska Fritz Wolff             | Martin Kremer Edwin Heyer Martin Kremer                | 12 |  |
| 1952, Regie und Bühnenbild: Wieland Wagner, Dirigent: Herbert von Karajan, Kostüme: Ingrid Jorissen, Chorleitung: Wilhelm Pitz (bis 1953) |                   |                    |                                                           |                                                        |    |  |
| Ramon Vinay | Martha Mödl       | Ira Malaniuk       | Ludwig Weber Hans Hotter Hermann Uhde                     | Gerhard Stolze Werner Faulhaber Gerhard Unger          | 10 |  |
| 1957, Regie und Bühnenbild: Wolfgang Wagner, Dirigent: Wolfgang Sawallisch, Kostüme: Kurt Palm, Chorleitung: Wilhelm Pitz (bis 1959) |                   |                    |                                                           |                                                        |    |  |
| Wolfgang Windgassen | Birgit Nilsson    | Grace Hoffman      | Arnold van Mill Gustav Neidlinger Fritz Uhl               | Hermann Winkler Egmont Koch Walter Geisler             | 15 |  |
| 1962, Regie und Bühnenbild: Wieland Wagner, Dirigent: Karl Böhm, Kostüme: Kurt Palm, Chorleitung: Wilhelm Pitz (bis 1970) |                   |                    |                                                           |                                                        |    |  |
| Wolfgang Windgassen | Birgit Nilsson    | Kerstin Meyer      | Josef Greindl Eberhard Waechter Niels Moeller             | Gerhard Stolze Hans-Hanno Daum Georg Paskuda           | 23 |  |
| 1974, Regie: August Everding, Dirigent: Carlos Kleiber, Bühnenbild: Josef Svoboda, Kostüme: Kurt Palm, Chorleitung: Norbert Balatsch (bis 1977) |                   |                    |                                                           |                                                        |    |  |
| Helge Brilioth | Catarina Ligendza | Yvonne Minton      | Kurt Moll Donald McIntyre Heribert Steinbach              | Heinz Zednik Heinz Feldhoff Heinz Zednik               | 23 |  |
| 1981, Regie, Bühne, Kostüme: Jean-Pierre Ponnelle, Dirigent: Daniel Barenboim, Chorleitung: Norbert Balatsch (bis 1987) |                   |                    |                                                           |                                                        |    |  |
| René Kollo | Johanna Meier     | Hanna Schwarz      | Matti Salminen Hermann Becht Robert Schunk                | Helmut Pampuch Martin Egel Robert Schunk               | 28 |  |
| 1993, Regie: Heiner Müller, Dirigent: Daniel Barenboim, Bühnenbild: Erich Wonder, Kostüme: Yohji Yamamoto, Chorleitung: Norbert Balatsch (bis 1999)                                                                                                |                   |                    |                                                           |                                                        |    |  |
| Siegfried Jerusalem | Waltraud Meier    | Uta Priew          | John Tomlinson Falk Struckmann Poul Elming                | Peter Maus Sándor Sólyom-Nagy Poul Elming              | 34 |  |
| 2005, Regie: Christoph Marthaler, Dirigent: Eiji Ōue, Bühnenbild und Kostüme: Anna Viebrock, Dramaturgie: Malte Ubenauf, Chorleitung: Eberhard Friedrich (bis 2012)                                                                                |                   |                    |                                                           |                                                        |    |  |
| Robert Dean Smith | Nina Stemme       | Petra Lang         | Kwangchul Youn Andreas Schmidt Alejandro Marco-Buhrmester | Arnold Bezuyen Martin Snell Clemens Bieber             | 35 |  |
| 2015, Inszenierung: Katharina Wagner, Dirigent: Christian Thielemann, Bühnenbild: Frank Philipp Schlößmann, Matthias Lippert, Kostüme: Thomas Kaiser, Dramaturgie: Daniel Weber, Licht: Reinhard Traub, Chorleitung: Eberhard Friedrich (bis 2019) |                   |                    |                                                           |                                                        |    |  |
| Stephen Gould | Evelyn Herlitzius | Christa Mayer      | Georg Zeppenfeld Iain Paterson Raimund Nolte              | Tansel Akzeybek Kay Stiefermann Tansel Akzeybek        | 30 |  |
| 2022, Inszenierung: Roland Schwab, Dirigent: Markus Poschner, Bühnenbild: Piero Vinciguerra, Kostüme: Gabriele Rupprecht, Dramaturgie: Christian Schröder, Licht: Nicol Hungsberg, Chorleitung: Eberhard Friedrich (bis 2023)                      |                   |                    |                                                           |                                                        |    |  |
| Stephen Gould | Catherine Foster  | Ekaterina Gubanova | Georg Zeppenfeld Markus Eiche Olafur Sigurdarson          | Jorge Rodríguez-Norton Raimund Nolte Siyabonga Maqungo | 4  |  |
| 2024, Inszenierung: Þorleifur Örn Arnarsson, Dirigent: Semyon Bychkov, Bühne: Vytautas Narbutas, Kostüm: Sibylle Wallum, Dramaturgie: Andri Hardmeier, Licht: Sascha Zauner, Chorleitung: Eberhard Friedrich (laufend)                             |                   |                    |                                                           |                                                        |    |  |
| Andreas Schager | Camilla Nylund    | Ekaterina Gubanova | Günther Groissböck Olafur Sigurdarson Birger Radde        | Daniel Jenz Lawson Anderson Matthew Newlin             | 7  |  |